# Mabea excelsa
Mabea excelsa är en törelväxtart som beskrevs av Paul Carpenter Standley och Julian Alfred Steyermark. Mabea excelsa ingår i släktet Mabea och familjen törelväxter. Inga underarter finns listade i Catalogue of Life.